# تمام اعضای خانواده (فیلم ۱۹۷۵)
تمام اعضای خانواده (به چینی: 花飛滿城春) یک فیلم کمدی محصول سال ۱۹۷۵ سینمای هنگ کنگ به کارگردانی مو زو با بازی جکی چان و از تولیدات کمپانی اورنج اسکای گلدن هاروست است.

## حواشی
در سال ۲۰۰۶، پاسخ چان به مقاله‌ای در رسانه‌های هنگ کنگ در مورد این فیلم را نقل کرد و از آن به عنوان یک فیلم مستهجن نام برد. با این حال، این فیلم در واقع فیلم پورنو نیست.

## بازیگران
- جکی چان
- سامو هونگ
- دین شک
- جیمز تین